# Макаров, Александр Александрович (конструктор)
Макаров Александр Александрович (род. 15 июля 1935, Ростов-на-Дону) — советский конструктор ракетно-космической техники. Генеральный директор ГП «Укркосмос» с 1998.

## Биография
Родился 15 июля 1935 в семье выдающегося ракетостроителя Александра Максимовича Макарова.
В 1958 году окончил физико-технический факультет Днепропетровского университета.
С 1958 года работает в Особом конструкторском бюро № 586 (с 1966 года — КБ «Южное»).
В 1984 году назначен директором специального проектно-конструкторского бюро «Орбита».
С мая 1998 возглавляет государственное предприятие «Укркосмос».

## Награды
- Лауреат Ленинской премии (1982) — за создание ракетного комплекса Р-36МУ (SS-18, Satan).
- Лауреат Государственной премии Украины в области науки и техники (1999) — за обеспечение выполнения исследований первым украинским спутником «Сич-1».